# Sphaerostephanos diminutus
Sphaerostephanos diminutus är en kärrbräkenväxtart som först beskrevs av Edwin Bingham Copeland, och fick sitt nu gällande namn av Michael Greene Price. Sphaerostephanos diminutus ingår i släktet Sphaerostephanos och familjen Thelypteridaceae. Inga underarter finns listade.